# كورتني غريني
كورتني غريني (بالإنجليزية: Courtney Greene)‏ هو لاعب كرة قدم أمريكية أمريكي، ولد في 23 نوفمبر 1986.

## وصلات خارجية
- كورتني غريني على موقع مرجع كرة القدم المحترفة.كوم (الإنجليزية)